# 地球动力学
地球动力学是研究地球大尺度运动或整体性运动的各种力学过程、力源和介质的力学性质的固体地球物理学的一个分支学科。
地球动力学的任务就是分析这些现象，并透过这些现象寻求其力学机理，掌握这些现象出现和变化的规律,预期它们今后的发展趋势。地球自身的引力当然是推动构造运动的长期作用力，日、月引潮力，地球转动和摆动引起的惯性力也必须考虑。它们之中有的虽然极小，但可以起到触发构造运动的作用。地球内部物质的热运动所产生的力以及它们的粘滞性亦属必须考虑之列。地球模型是地球动力学的基础之一。在当代的地球动力学研究中，人们通常将地球看成是由地壳、地幔和地核 3部分组成（见地球内部的构造和物理性质）。这 3部分的相对大小、密度和它们的弹性系数、粘滞系数等力学参量尚无定值，各学者的采用值尚有差别,从而派生出许多模型，1066A、PREM就是当前常用的两个模型。地球动力学的最终目标就是了解地球整体及其所在系统（太阳系）的过去、现在和未来的行为，并利用这些认识为人类生存提供可持续发展的物质与环境基础。地球动力学方法也适用于其他行星的探索。

## 总览
地球动力学通常与在整个地球上移动材料的过程有关。 在地球内部，当岩石根据应力场融化，形变和流动时，运动就会发生。 这种形变可能是脆性的，弹性的或塑性的，具体取决于应力的大小和材料的物理特性，尤其是应力松弛时间尺度。 岩石在结构和成分上是非均质的，并且承受可变的应力，因此常见的是在时空接近时会看到不同类型的形变 。 在处理地质时标和长度时，使用连续介质近似和平衡应力场来考虑对平均应力的平均响应会很方便。
地球动力学专家通常使用大地测量全球定位系统(GPS)，干涉合成孔径雷达(InSAR)和地震学的数据，以及数值模型来研究地球的岩石圈，地幔和地核的演化。
- 地质材料的脆性的和延展性的形变建模。
- 预测洲和超大陆的大陆增生和分裂的模式。
- 观察由于冰盖和冰川后回弹（英语：Post-glacial rebound）引起的表面变形和松弛，并对地幔的黏度做出相关的推测。
- 找到并了解板块构造背后的驱动机制。